# Pizma
Pizma  (russisk: Пижма) er en flod i Republikken Komi i Rusland. Den er en venstre biflod til Petjora, og er 389 km lang, med et afvandingsområde på 5.470 km². Middelvandføringen er på 55 m³/s, men på det meste kan vandføringen være mere end 800 m³/s. Floden fryser til i slutningen af oktober eller tidligt i november, og den bliver isfri igen i slutningen af april eller tidligt i maj.
Floden har udspring fra Jamozero i Timanhøjderne, nær grænsen til Arkhangelsk oblast. Den øverste del af floden løber gennem ødemark, først mod sydøst og senere mod øst. Før sammenløbet med Svetloj bliver den også kaldt Petjora Pizmoj. I den nederste del af floden ligger der flere landsbyer langs floden.
Pizma munder ud i Petjora nær byen Ust-Tsilma, fem kilometer ovenfor Tsilma. De største bifloder er Vjatkina fra venstre og Ginlaja, Svetlaja og Umba fra højre. Den nedre del af floden er farbar for skibstrafik.
64°42′34″N 50°44′54″Ø / 64.7095°N 50.7483°Ø